# Paul Polman

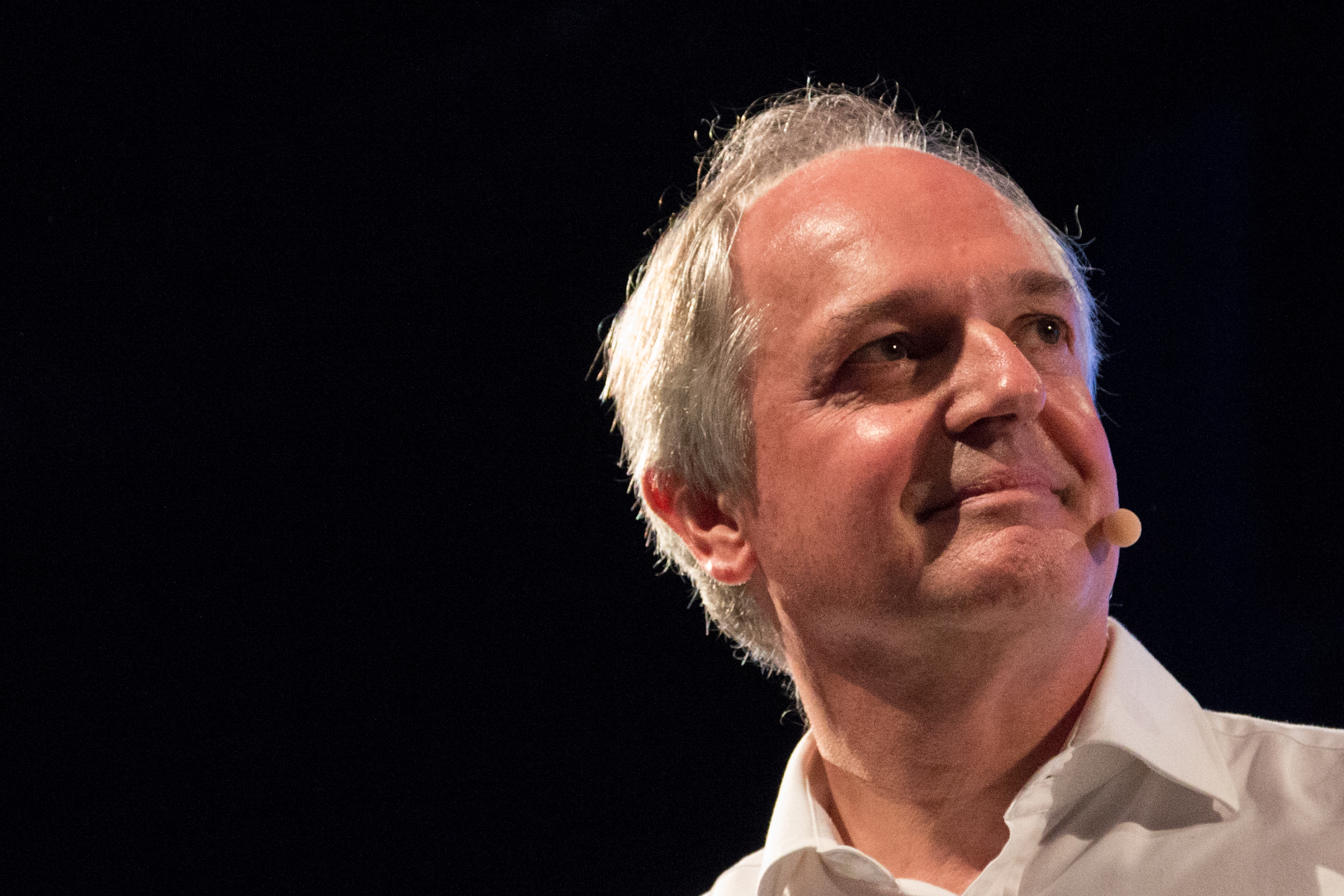
Paul Polman, 2014

Paulus Gerardus Josephus Maria (Paul) Polman (Enschede, 11 juli 1956) is een Nederlands topfunctionaris en van 2009 tot 1 januari 2019 CEO van Unilever. In dit laatste jaar verdiende hij 11,7 miljoen euro. Hij werd opgevolgd door Alan Jope.

## Biografie
Polman studeerde tot 1977 bedrijfseconomie aan de Rijksuniversiteit Groningen. Daarna behaalde hij aan de University of Cincinnati een Master in "Economics" en een MBA in "Finance and International Marketing".
Na zijn afstuderen ging hij werken als 'Cost Analyst' bij Procter & Gamble. Vanaf augustus 1995 was hij 'Managing Director' of P&G UK, aansluitend was hij 'President Global Fabric Care' tot 2001 en daarna 'Group President Europe'.
In 2006 maakte hij de overstap naar het Zwitserse Nestlé, waar hij Chief financial officer en 'Head of the Americas' werd. Daarna volgde hij op 1 januari 2009 de Fransman Patrick Cescau op als CEO van Unilever. Dat was opmerkelijk omdat het concern een traditie kende van het benoemen van bestuurders uit eigen kring, terwijl Polman van buiten het bedrijf werd gehaald.
Polman zet zwaar in op duurzaamheid. Onder zijn leiding heeft Unilever in november 2010 het Unilever Sustainable Living Plan (USLP) geïntroduceerd. In dit plan wil Unilever de omzet verdubbelen en tegelijkertijd de milieuvoetafdruk verkleinen. Hiervoor is een aantal duurzame managementdoelstellingen opgenomen. Unilever wil de milieubelasting halveren voor 2020, en in hetzelfde jaar alle landbouwgrondstoffen 100% duurzaam inkopen.

## Onderscheidingen
- Eredoctoraat van de Northumbria University, Newcastle upon Tyne (2000)
- Eredoctoraat van de University of Cincinnati (2009)
- Eredoctoraat van de Rijksuniversiteit Groningen[7][8] (2014). Polman dankt dit eredoctoraat volgens de voordragende Faculteit Economie en Bedrijfskunde aan "zijn uitzonderlijke drive om ondernemerschap en duurzame ontwikkeling succesvol te combineren. Niet alleen in zijn rol als CEO van Unilever, maar ook in zijn maatschappelijke functies, zoals onder andere de 'International Business Council' van het World Economic Forum en het 'World Business Council for Sustainable Development'.[9]
- In 2015 won Polman de Oslo Business for Peace Award, van de Business for Peace Foundation.[10]
- Vrede van Nijmegen Penning 2018 voor zijn inzet, zowel op nationale als internationale schaal, voor een groenere en duurzamere leefomgeving.

## Aanslag
Ten tijde van de aanslagen in Bombay van november 2008 zat Polman met het bestuur van Unilever in het belegerde en zwaar getroffen Taj Mahalhotel, maar bleef ongedeerd.

## Hoofdkantoor
De Britse aandeelhouders van Unilever hebben in oktober 2018, (vóór het door premier Rutte terugkomen op het voorgenomen kabinetsplan om de dividendbelasting voor buitenlandse aandeelhouders af te schaffen) het plan van een verhuizing van de hoofdzetel naar Rotterdam afgewezen, dit zeer tegen de zin van Polman.
Polman was daarover zeer ontstemd en reageerde vervolgens met de volgende woorden:
"Als je ooit wil dat Unilever met zijn hoofdkantoor naar Nederland komt, kan dat nooit gebeuren met dividendbelasting".
In februari 2025 reageerde Polman op het plotselinge vertrek van CEO Hein Schumacher met een publiek statement, waarin hij afrekende met Unilever en Schumacher wegzette als een te weinig ervaren manager voor een complex bedrijf.

## Net Positive
In 2021 publiceerde Polman met Andrew Winston the boek 'Net positive: how courageous companies thrive by giving more than they take'